# Brad Watson
Brad Watson, född den 24 juli 1955 i Meridian, Mississippi, Mississippi, USA, död den 8 juli 2020 i Laramie, Wyoming, USA, var en amerikansk författare.
Watson försökte tidigt sig på en skådespelarkarriär i Hollywood men misslyckades och slutade som sophämtare och snickare. Efter lyckade studier fick han 1976 en major i engelska, 1978 en kandidatexamen från Mississippi State University och slutade med en master från University of Alabama i kreativt skrivande och amerikansk litteratur. Efter några år som journalist och redaktör började han undervisa i Tuscaloosa samt senare vid Alabamas universitet.
1996 släpptes hans första bok, novellsamlingen Last Days of the Dog-Men. Den andra boken, en roman, Heaven of Mercury, släpptes 2002 och 2010 släpptes novellsamlingen Aliens in the Prime of Their Lives, innehållande en kortroman och några noveller. Han har tidigare även publicerats i bland annat The New Yorker. Han omnämns även i Bodil Malmstens Och en månad går fortare nu än ett hjärtslag.